# Aleksandar Belić
Aleksandar Belić (srbsko Александар Белић), srbski filolog, akademik in pedagog, * 2. avgust 1876, Beograd, † 26. februar 1960, Beograd.
Belić je bil rektor Univerze v Beogradu v študijskem letu 1933/34, predsednik Srbske kraljeve akademije (1937-1947) in predsednik Srbske akademije znanosti (1947-1960).
1. 1 2  data.bnf.fr: platforma za odprte podatke — 2011.
2. ↑  The Fine Art Archive
3. 1 2 3  Record #118959522 // Gemeinsame Normdatei — 2012—2016.